# Simon Boyleau
Simon Boyleau (fl. 1544–1586) fue un compositor francés del Renacimiento. Prolífico compositor tanto de madrigales como de música sacra, estuvo muy conectado con la corte de Margarita de Saboya. Fue también el primer maestro de coro del que se tiene registro en la iglesia de Santa María presso San Celso de Milán.

## Biografía

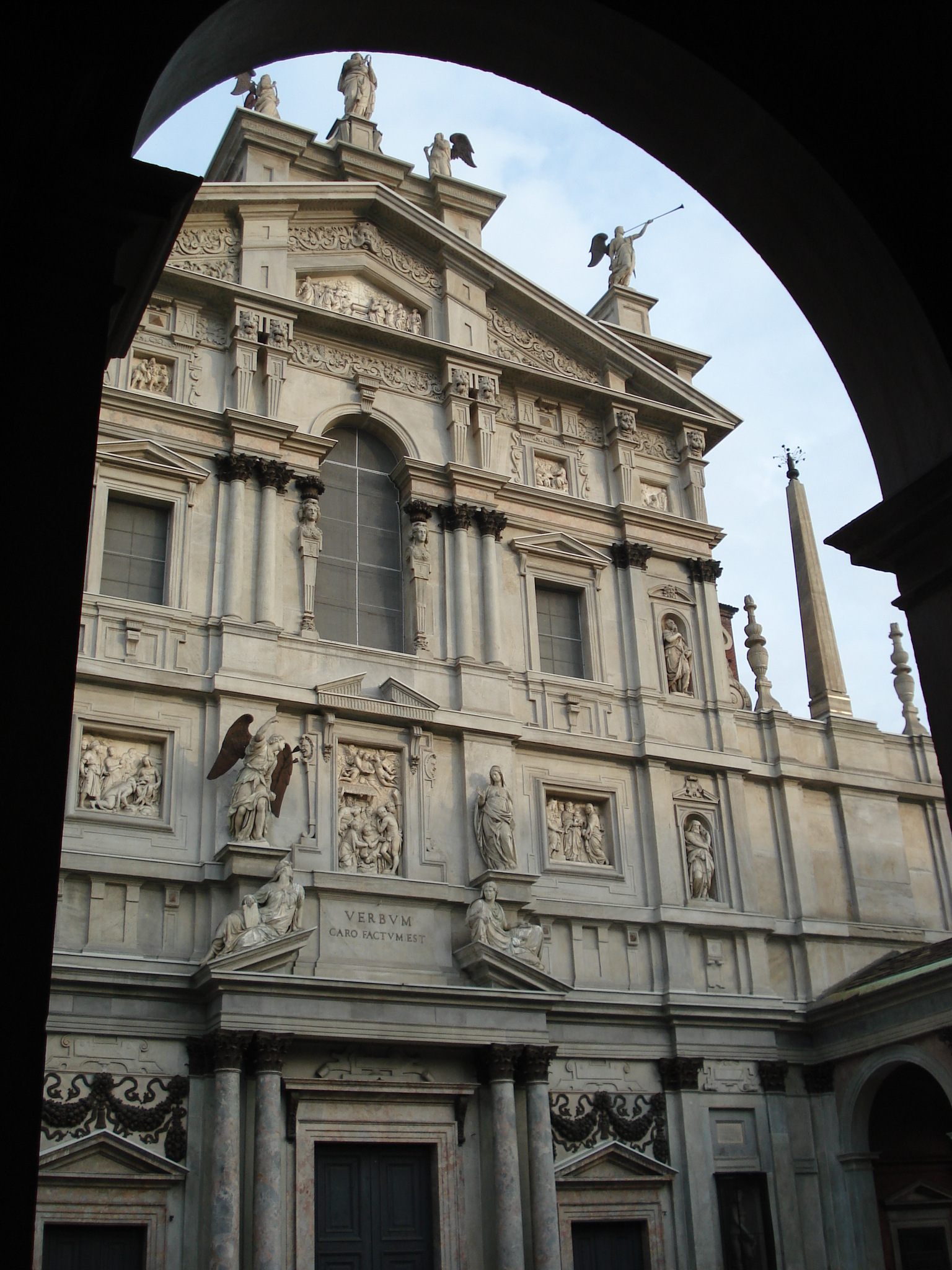
Fachada de Santa Maria presso San Celso. Boyleau, en 1558, primer maestro de coro del que se guarda registro.

No se conservan datos de su infancia, pero su origen francés lo acreditan tres simples evidencias: su apellido, una dedicatoria que dejó en un libro manuscrito de madrigales, en el que explicitaba que era francés, y un comentario del editor padovano de su colección de madrigales para cuatro voces en 1546. Durante esta época muchos músicos franceses y de los Países Bajos se trasladaron a Italia luego de recibir su enseñanza musical básica en el Norte, ya que eran muchas las posibilidades de empleo y mecenazgo en la Italia del siglo XVI.
Si bien no ha quedado registro de los detalles, los estudiosos infieren que Boyleau pasó probablemente sus primeros años en Venecia, garcias a la influencia que se observa en su obra, así como el historial de sus publicaciones. En 1551 fue nombrado maestro de capilla en la catedral de Milán, puesto que mantuvo hasta 1557, cuando fue reemplazado por Hoste da Reggio. El siguiente empleo fue como maestro de capilla en la iglesia de Santa María presso San Celso, donde permaneció hasta 1569. En 1572 la catedral de Milán lo empleó nuevamente, primero como asistente de Vincenzo Ruffo, y luego como maestro de capilla, el cargo que había dejado quince años antes. La catedral lo despidió de nuevo en 1577.
Boyleau mantuvo por mucho tiempo estrechos lazos con la corte de Margarita de Saboya, como evidencia la música que dedicó a Margarita y a su esposo, Manuel Filiberto de Saboya. Gracias a los términos de la paz de Cateau-Cambrésis, que dio fin a la guerra italiana de 1551-1559, Turín fue designada capital del Ducado de Saboya. Se sabe que Boyleau mantuvo algún empleo en la corte hasta 1586, aunque no está claro el año de su fallecimiento ni si permaneció en Turín hasta su muerte.

## Obra e influencia
Boyleau escribió tanto música sacra como secular. Todas piezas que se han conservado son vocales, aunque algunas fueron luego arregladas para instrumentos.
Su música sacra era conservadora y de carácter modesto, como podía esperarse de un músico trabajando en Milán, el hogar del cardenal Carlos Borromeo, el principal impulsor de las reformas musicales durante el concilio de Trento: la polifonía compleja, dicción poco clara, e «inmodestia» eran los motivos de crítica del concilio contra los músicos de la época. Escribió un libro de motetes dedicado a Giovanni da Legge, el procurador de la basílica de San Marcos de Venecia en 1544; es posible que buscara un empleo allí, ya que era la institución musical más prestigiosa del norte de Italia. Luego de mudarse a Milán escribió una serie de fragmentos del Magnificat, que dedicó a Borromeo. Estilísticamente su obra está alineada con los dictados del concilio de Trento en cuanto a su alcance, dicción y el estilo general.
La música secular compuesta por Boyleau comoprende madrigales y canzonettas, publicadas en seis libros, de los cuales se han conservado tres.